# Illa Pearse
L'illa Pearse és una illa de l'oest de la Colúmbia Britànica, Canadà, a l'entrada del Portland Inlet, un braç de mar de l'oceà Pacífic. L'illa va ser cartografiada per primera vegada el 1793 per George Vancouver durant la seva expedició de 1791-95. Va ser nomenada per George Henry Richards, capità de l'HMS Plumper, cap al 1860, en honor de William Alfred Rombulow Pearse de la Royal Navy, que havia estat comandant de l'HMS Alert.

## Localització i reivindicacions territorials
L'illa té una superfície de 210 km². Està separada del continent d'Alaska pel canal Pearse de 2 km d'amplada, que forma part de la frontera entre el Canadà i els Estats Units en aquesta zona. L'illa es troba a 56 km al nord de Prince Rupert. Junt a les illes veïnes va ser reclamada pels Estats Units fins al 1903, quan es va establir definitivament la frontera.